# Per Gedda
Per Gedda, född 28 augusti 1914 i Västra Frölunda, död 4 juli 2005 i Stockholm, var en svensk seglare. Gedda var från mitten av 1940-talet engagerad i KSSS och var från 1946 till 1970 ordförande i dess juniorkommitté, styrelseledamot, vice ordförande och till slut ordförande.
Gedda har en diger meritlista med segrar som Skärgårdskryssarpokalen 1937, Dragon Gold Cup 1939 (drake), silvermedalj vid OS 1952 (drake), Guldpokalen, m. fl.
Pelle Gedda var även mycket god vän till kompositören Bobbie Ericson, som var hans svåger.[källa behövs]